# عمرو سلامه
عمرو سلاما (انگلیسی: Amr Salama؛ زادهٔ ۲۲ نوامبر ۱۹۸۱) کارگردان فیلم، فیلم‌نامه‌نویس، وبلاگ‌نویس و نویسنده اهل مصر است که در ریاض متولد شده‌است. در ابتدا او فعالیت حرفه‌ای خود را در زمینه کارگردانی با ساخت فیلم‌های کوتاه آغاز کرد
. او اولین فیلم بلند خود را در سال ۲۰۰۸ به نام «در روزی مثلِ امروز» کارگردانی کرد که برنده عنوان بهترین کارگردان جدید سال ۲۰۰۸ شد.